# Tubopet
TUBOPET - O TUBO FEITO DE GAFFAFAS DE PET
PET – (POLIETILENO TEREFTALADO)
PET significa Polietileno Tereftalato, uma resina plástica e um tipo de poliéster. PET é o tipo de plástico identificado com o número 1 dentro de um triângulo no fundo das garrafas ou recipientes comumente usados para envasar refrigerantes. 
O PET é uma embalagem barata, leve, resistente e reciclável e por isso é amplamente utilizada pela indústria. Tem excelente barreira para gases e odores. Ele é um termoplástico, o que significa que pode ser reprocessado várias vezes, pois quando submetido ao aquecimento esse plástico amolece, se funde e pode ser novamente moldado.
No Brasil, o uso das embalagens PET está crescendo e substituindo embalagens como: latas de flandres, vidros, multilaminados (tipo "longa vida" ou "caixinha") e até de outros plásticos. A PET pode ser encontrada em garrafas de suco, refrigerantes, óleos vegetais, água mineral e etc. Infelizmente hoje é comum encontrar as garrafas de PET jogadas nas ruas e até nos rios.
A MATÉRIA-PRIMA
Os plásticos são polímeros produzidos a partir de processos petroquímicos. O PET é um deles, e foi desenvolvido em 1941 pelos químicos ingleses Whinfield e Dickson. Por ser um material inerte, leve, resistente e transparente, passou a ser utilizado na fabricação de embalagens de bebidas e alimentos no início da década de 1980. Em 1985 cerca de 500 mil toneladas de vasilhames já haviam sido produzidos, somente nos Estados Unidos. 
PET NA FABRICAÇÃO DE TUBOS PARA ESGOTAMENTO SANITÁRIO
Depois de muitas aplicações, como virar estofamentos de carro, carpetes, tapetes, lonas para toldos e barracas, roupas, adesivos e até tinta, o PET está sendo utilizado na produção de tubos para redes de água. A iniciativa tem proporcionado a reciclagem de 100 toneladas de plástico por mês, ou seja, cerca de meio milhão de garrafas de dois litros.
De acordo com a EBR (Empresa Brasileira de Reciclagem), responsável pelo projeto, os tubos apresentam vantagens como rigidez até duas vezes maior que seu equivalente em PVC, Talvez 95%, quem sabe até um pouco mais, é de pet reciclado. O restante é composto de outros plásticos, também reciclados, que dão a consistência desejada à qualidade final do produto.
Outro ponto é o custo: de 25% a 30% mais barato em relação aos melhores tubos de pvc. Por ser reciclado, o valor da resina é menor, reduzindo o custo da produção.
Também premiado pelo Ecopet, na categoria empresarial, o produto foi criado por Guido Nigra. A média é de 98 garrafas de dois litros para a produção de um tubo de 6m e 100mm. 
Depois de moídas as garrafas do plástico PET são usadas na fabricação do tubopet com base nas especificações da Associação Brasileira de Normas Técnicas (ABNT), um tubo ecológico pois o plastico PET demora 400 anos para se degradar no meio ambiente, fabricado com 100% de material reciclado, a partir de garrafas verdes. 
Utilizado na construção civil Para rede de esgoto, ventilação e água pluvial predial, o tubopet já apresenta ótimos resultados com relação a resistência ao impacto, passando nos testes com um grande desempenho. Mais a principal qualidade é sua leveza em relação aos de PVC nas mesmas espessuras.
APLICAÇÃO DO TUBOPET
A aplicação do Tubopet é exatamente igual à de tubos de PVC. A união dos tubos, por exemplo, é feita com a mesma cola. E como as bitolas (diâmetro do cano) do Tubopet são as mesmas encontradas no mercado (40mm, 50mm, 75mm e 100mm), os tubos se fixam facilmente às conexões usuais, seja qual for o material.